# Raunstrup
Raunstrup A/S er en dansk byggeri- og håndværksvirksomhed, som har kompetencer indenfor entreprise, tømrer, bygningsservice og byggeri. De har hovedkvarter i Aarhus med ni afdelinger i Danmark. 
I 2024 havde Raunstrup ca. 400 ansatte. Raustrup Tømrer A/S blev etableret i 2004. I 2021 blev Raunstrup opkøbt af Enemærke & Petersen, der er en del af MT Højgaard.